# Скнятине
Скнятине (рос. Скнятино) — присілок в Калязінському районі Тверської області Російської Федерації, залізнична платформа Савелівського напрямку. Розташоване на Скнятинскому півострові на лівому березі річки Нерль (притока Волги) у місці її впадіння у Волгу (Углицьке водосховище). Гирло річки Нерль відгороджене від русла Волги островом Скнятіно, який оточено трьома плесами. Глибина Углицького водоймища в цих місцях становить 5-11м. до півночі від острова й 9 м/ до півдня. Відразу за островами глибина Волги становить до 15 м. Скнятіне з усіх боків оточене лісом, переважно хвойним. У ньому переважають ялина й сосна. Зустрічаються осика й береза. Скнятино розташовано на висоті 117 м. над рівнем моря.

## Історія
За Никоновським літописом місто Скнятин (Кснятин, Костянтин) заснований Юрієм Долгоруким в 1134 р., у цьому ж році була споруджена церква. В 1148 р. згадується в літописах як фортеця на кордоні Володимиро-суздальського князівства й Новгородської землі. 1216 року розорений новгородцями, 1236 року зруйнований татаро-монголами, в 1288 спалений під час князівської усобиці. З кінця XIV ст. входив у Кашинське питоме князівство. 1459 року згадується вже як село. В 1888-му населення Скнятина становило 696 осіб.
Незважаючи на віддаленість Скнятіне від великих міст, сталінські репресії не обійшли стороною і його. 7 жовтня 1937 року священик скнятинської церкви отець Володимир був арештований і ув'язнений в Кашинській в'язниці, де його допитували протягом трьох днів. Йому було пред'явлене обвинувачення в антирадянській агітації, тому що він висловлював сумнів у необхідності колгоспів і обвинувачував радянську пресу в тому, що вона приховує щирі масштаби катастрофи Республіканської Армії Іспанії, боротьба якої проти франкістів у ході Громадянської війни в Іспанії 1936—1939 рр. була елементом радянської пропаганди. 1 листопада Трійка НКВС засудила отця Володимира до розстрілу. Священик Володимир Введенський був розстріляний через день, 3 листопада 1937 року. Отець Володимир долучений до лику святих новомучеників і Сповідників Російських на Ювілейному Архієрейському Соборі Російської Православної Церкви в серпні 2000 року до загальноцерковного шанування.
У другій половині 30-х рр. у верхньому плині Волги почалося будівництво Іваньківського, Угліцького й Рибінського водоймищ. Головними завданнями будівництва були: забезпечення безперебійного водопостачання Москви й створення напору води щодо функціонування проектованих гідроелектростанцій. Рішення про будівництво Верхньоволзьких гідровузлів — Углицького та Рибинського було прийнято 14 вересня 1935 року постановою ЦК ВКП(Б) і Раднаркому СРСР.
До будівництва Углицької та Рибинської ГЕС в усім світі була прикута величезна увага. У ті роки у світі ще ніхто не вів будівництво гідроелектростанцій на рівнинних річках і нескельних підставах. 8 грудня 1940 року відбувся урочистий пуск першого гідроагрегату. Після спорудження Углицького водоймища в 1939 році земляні укріплення, древнє городище та стара гілка залізниці були затоплені. Через річки, що розлилися, Нерль і Волнушку споруджені залізобетонні мости.
Від 2005 року входило до складу муніципального утворення Нерльське сільське поселення.

## Населення
| 2002 | 2010 |
| ---- | ---- |
| 7    | ↗8   |

## Транспорт
Через Скнятине проходить залізнична гілка Савелово — Кашин. У Скнятині зупиняються поїзд далекого прямування № 602Я «Москва-Рибинськ» і місцеві поїзди Савелово-Сонково й Савелово-Углич. Раніше в Скнятині існував залізничний вокзал (станція). Однак в 1997 році він був закритий. У цьому ж році був розібраний і залізничний роз'їзд станції. До 2001 року вокзал стояв, забитий дошками, поступово руйнуючись. У 2001 році вокзал згорів. Єдина автодорога від Скнятина веде в село Нерль, де перетинається з автомобільною дорогою Сергієв Посад — Калязін. Від села Нерль також іде дорога в Талдом. Через Калязин можна потрапити в Кашин і Углич.
Прямої дороги на Кімри немає — тільки через автомобільну дорогу Нерль — Талдом (у розвилки в селі Квашонки Талдом — ліворуч, Кімри й Білий Городок — праворуч). До повороту на Скнятіне в селі Нерль із Москви можна доїхати по Ярославському шосе до міста Сергієв Посад, потім, повернувши на Калязин. За 1 км від Скнятинє асфальтова дорога закінчується й у селі Волнога дорога вже ґрунтова. Від з/д станції Савелово (місто Кімри) до повороту на Скнятіне ходить автобус. Регулярного автобусного сполуічення зі Скнятіном немає. У Скнятінському мисливському господарстві є човнова станція, а в селі Волнога є пристань, однак регулярного річкового сполучення також немає.

## Економіка
У Скнятині розташоване Скнятинське мисливське господарство Військово-мисливського суспільства. База перебуває в одному із заток Угліцького водоймища на загальній заплаві річок, що злилися, Нерль, Волнушка й Волга. Причому русло Волги як би відділяється від заплави ланцюжком островів, на яких улітку охоче поселяються рибалки.
Вище Нерлі у Волгу впадає річка Печухня, нижче — річка Бричка. У навколишніх базу водоймах водяться щука, судак, лящ і подлещик, окунь, плотва, язь, лин, густера, жерех, минь, сом, йорж. По берегах є ліси, де, як правило, буває непоганий урожай грибів і ягід.